# Dom Eliseu
Dom Eliseu est une municipalité brésilienne située dans l'État du Pará.
La municipalité prend son nom de dom Eliseu Maria Coroli.

## Histoire
Le premier colon à arriver dans la région de Dom Eliseu est Leopoldo Cunha, en 1961. Il était l'un des ouvriers de Delta Engenharia, l'entreprise de construction responsable de l'ouverture de l'autoroute PA-70. Malgré la fin des travaux, Cunha s'est établi à la jonction des autoroutes BR-010 et PA-70 et après quelques mois, sa famille est arrivée sur place. 
Cunha a ensuite ouvert un restaurant à cette intersection. Le restaurant est devenu le premier établissement commercial de la commune.

## Illustrations

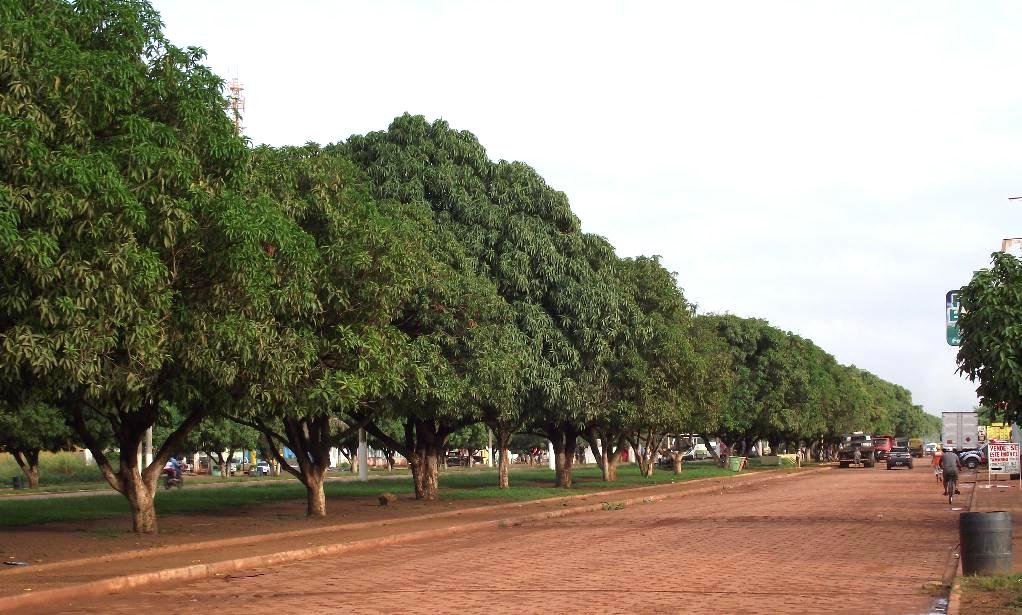
Avenue proche de la BR-010
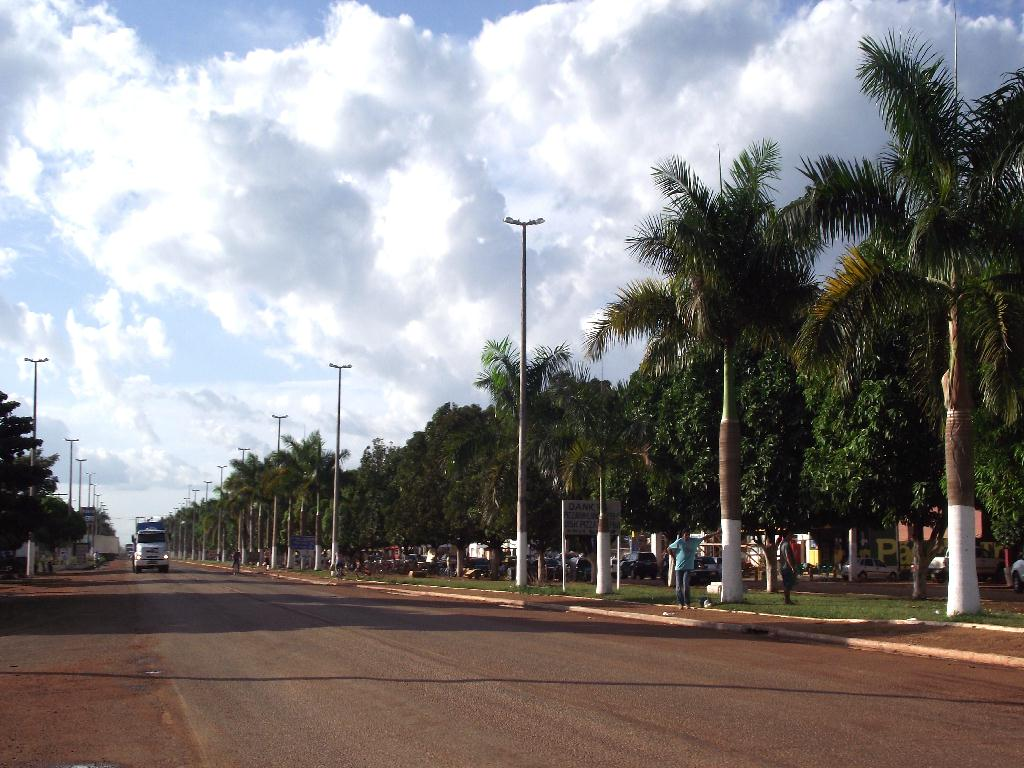